# Baía Formosa
Baía Formosa é um município brasileiro no litoral do estado do Rio Grande do Norte. Situado no extremo leste do estado, localiza-se a sul da capital estadual, distando desta 96 quilômetros. A cidade ficou conhecida por ser a terra do primeiro campeão do surfe em Olimpíadas, Ítalo Ferreira, vencedor do Campeonato Mundial de Surfe de 2019.

## História
A história de Baía Formosa começou com a construção de um porto de embarcações. Esse porto originou um núcleo de pescadores e estava localizada na única baía do Rio Grande do Norte. No século XVIII, o tal lugar serviu como sendo uma área de veraneio para a família Albuquerque Maranhão e fazendeiros de lugares próximos. Em 1877, ocorreu a chamada "matança de agosto", que se constituiu em um episódio onde dono de uma área teria ido a um vilarejo, junto com um grupo armado, com a finalidade de tentar expulsar os moradores daquele lugar. Nesse contexto, surgiu a figura de Francisco Magalhães, que, juntamente com outros quatorze homens armados, conseguiram resistir aos agressores. O episódio foi comandado por João Albuquerque Maranhão, latifundiário e dono do Engenho Estrela, e se resumiu em uma horrível luta que resultou na morte seis pessoas e na prisão e julgamento do comandante da chacina.
No final do século XIX, foi construída uma capela no local, tendo como padroeira a Imaculada Conceição. Além disso, também foram criados e anexados ao município de Canguaretama os distritos de Baía Formosa e Vila Flor. O povoado do distrito começou a crescer, tendo como base econômica a lavoura e a pesca.
Em 1933, o distrito de Baía Formosa, que havia sido criado em 1892 e pertencia ao município de Canguaretama, foi extinto, juntamente com o distrito de Vila Flor, sendo que depois ambos os distritos foram recriados, mas em datas diferentes (o distrito de Vila Flor, que depois teve seu nome alterado para "Flor" e depois o nome voltou a se chamar "Vila Flor", foi recriado em 1938, enquanto o distrito de Baía Formosa foi recriado somente quinze anos depois). Finalmente, em 1958, o distrito de Baía Formosa foi desmembrado do município de Canguaretama, tornando-se novo município do estado do Rio Grande do Norte, por força da lei estadual n° 2338. O nome do município faz a referência à sua localização estratégica, no extremo leste potiguar e em uma enseada que forma a única baía do estado.

## Geografia
Banhado a leste pelo Oceano Atlântico, Baía Formosa possui pouco mais de 23 km de litoral e se limita com dois municípios, sendo eles Canguaretama, a norte e oeste, e Mataraca, na Paraíba, a sul. É o município mais oriental do estado do Rio Grande do Norte, estando a 96 km de sua capital, Natal, e a 2 342 km da capital federal, Brasília. Sua área territorial é de 247,484 km² (0,4686% da superfície estadual), dos quais 0,816 km² constituem a área urbana. Baía Formosa pertence à região geográfica imediata de Canguaretama, dentro da região geográfica intermediária de Natal, de acordo com a atual divisão territorial do Brasil vigente a partir de 2017. Até então, na divisão em mesorregiões e microrregiões que vigorava desde 1989, fazia parte da microrregião do Litoral Sul, que por sua vez era parte da mesorregião Leste Potiguar.
O relevo de Baía Formosa está inserido na planície costeira, caracterizada pela existência de dunas de areia modeladas a partir da ação constante dos ventos, existindo, em algumas áreas, formações de falésias com até doze metros de altura. Na medida em que se afasta do oceano, a planície dá lugar aos tabuleiros costeiros, também chamados de planaltos rebaixados. No estuário do rio Curimataú está a planície fluviomarinha, resultante da combinação de processos de origem tanto fluvial quanto marinha e mais propensa a inundações em períodos de cheia do rio. Geologicamente, o município está assentado sobre o Grupo Barreiras, constituído por rochas recobertas por grandes coberturas arenosas coluviais e eluviais indiferenciadas, chamadas de paleocascalheiras, intercaladas por sedimentos de arenito, argila e siltito.
Os solos do município, em sua quase totalidade, são arenosos e pouco férteis, característicos das areias quartzosas, chamadas de neossolos na nova classificação brasileira de solos. Também existe uma área de solo indiscriminado de mangue a norte, no estuário do rio Curimataú, cobertos, como o próprio nome diz, pelo manguezal, ecossistema de transição entre os biomas terrestre e marinho, cuja vegetação é adaptada ao alto grau de salinidade. O restante é coberto pela Mata Atlântica na forma de floresta subperenifólia, cujas espécies possuem folhas largas e troncos delgados, existindo também a formação de praias e dunas na área costeira.
Em Baía Formosa se localiza o principal fragmento de Mata Atlântica à beira-mar preservado no Rio Grande do Norte, a Reserva Particular do Patrimônio Natural (RPPN) Mata Estrela, com 2 039,93 hectares de área, reconhecida pela Portaria IBAMA n° 20, de 30 de março de 2000. Na fauna, espécies de animais encontradas dentro da reserva são as cotias, as guaribas, o gavião-carijó, raposas, saguis, tatus e o xexéu, enquanto na flora estão a cajarana, o pau-brasil e a orquídea.
Na hidrografia, Baía Formosa possui 35,75% de seu território na bacia hidrográfica do rio Guaju, 33,99% na bacia do Curimataú e os 26,43% restantes na faixa litorânea leste de escoamento difuso, esta caracterizada por pequenos cursos de água que correm diretamente para o oceano. Entre os rios está o Curimataú, que nasce em Barra de Santa Rosa, na Paraíba, entra no Rio Grande do Norte por Nova Cruz e tem sua foz no Oceano Atlântico, em forma de estuário, na divisa entre Baía Formosa e Canguaretama, próximo à localidade de Barra de Cunhaú. Outro rio de destaque é o Guaju, que serve de divisor natural entre o Rio Grande do Norte e a Paraíba. Também passam pelo território municipal os rios Outeiro e Pau Brasil e os riachos Calvaçu, Taboquinha e Uriúna.
O clima é tropical chuvoso, com chuvas concentradas nos meses de outono e inverno. Segundo dados da Empresa de Pesquisa Agropecuária do Rio Grande do Norte (EMPARN), desde 1998 o maior acumulado de chuva em 24 horas registrado no município atingiu 221,8 mm em 13 de abril de 2011. Outros grandes acumulados foram de 189 mm em 20 de março de 2003, 188,9 mm em 1 de junho de 2007, 170,5 mm em 4 de setembro de 2013, 164,3 mm em 24 de maio de 2006, 158 mm em 3 de junho de 2007, 157,6 mm em 14 de junho de 2019 e 154,1 mm em 20 de maio de 2011. Em um mês o maior volume de chuva observado foi de 785,6 mm em junho de 2007.
| Dados climatológicos para Baía Formosa (Destilaria Vale Verde, 1998-2020) | Dados climatológicos para Baía Formosa (Destilaria Vale Verde, 1998-2020) | Dados climatológicos para Baía Formosa (Destilaria Vale Verde, 1998-2020) | Dados climatológicos para Baía Formosa (Destilaria Vale Verde, 1998-2020) | Dados climatológicos para Baía Formosa (Destilaria Vale Verde, 1998-2020) | Dados climatológicos para Baía Formosa (Destilaria Vale Verde, 1998-2020) | Dados climatológicos para Baía Formosa (Destilaria Vale Verde, 1998-2020) | Dados climatológicos para Baía Formosa (Destilaria Vale Verde, 1998-2020) | Dados climatológicos para Baía Formosa (Destilaria Vale Verde, 1998-2020) | Dados climatológicos para Baía Formosa (Destilaria Vale Verde, 1998-2020) | Dados climatológicos para Baía Formosa (Destilaria Vale Verde, 1998-2020) | Dados climatológicos para Baía Formosa (Destilaria Vale Verde, 1998-2020) | Dados climatológicos para Baía Formosa (Destilaria Vale Verde, 1998-2020) | Dados climatológicos para Baía Formosa (Destilaria Vale Verde, 1998-2020) |
| Mês                                                                       | Jan                                                                       | Fev                                                                       | Mar                                                                       | Abr                                                                       | Mai                                                                       | Jun                                                                       | Jul                                                                       | Ago                                                                       | Set                                                                       | Out                                                                       | Nov                                                                       | Dez                                                                       | Ano                                                                       |
| ------------------------------------------------------------------------- | ------------------------------------------------------------------------- | ------------------------------------------------------------------------- | ------------------------------------------------------------------------- | ------------------------------------------------------------------------- | ------------------------------------------------------------------------- | ------------------------------------------------------------------------- | ------------------------------------------------------------------------- | ------------------------------------------------------------------------- | ------------------------------------------------------------------------- | ------------------------------------------------------------------------- | ------------------------------------------------------------------------- | ------------------------------------------------------------------------- | ------------------------------------------------------------------------- |
| Precipitação (mm)                                                         | 112                                                                       | 94,9                                                                      | 172,9                                                                     | 204,2                                                                     | 261,3                                                                     | 332,5                                                                     | 232,9                                                                     | 115,7                                                                     | 64,7                                                                      | 25,8                                                                      | 15,7                                                                      | 45,6                                                                      | 1 678,2                                                                   |

### Praias
- Praia de Baía Formosa[26]
- Praia dos Golfinhos[26]
- Praia dos Olhos d'Água[26]
- Praia do Sagi[26]

## Política e administração
O primeiro prefeito de Baía Formosa foi Frederico Soares de Mello, que assumiu o cargo em 1º de janeiro de 1959, data de instalação do novo município, ficando à frente da prefeitura até 31 de dezembro de 1960, voltando entre 1965 e 1968. A atual é Camila Veras de Melo Cavalcanti, do Republicanos, eleita em novembro de 2020 e empossada em janeiro de 2021.
De acordo com a lei orgânica do município, promulgada em 5 de abril de 1990, o prefeito exerce o poder executivo e nomeia livremente o seu gabinete de secretários. A administração municipal também ocorre pelo poder legislativo, exercido pela câmara municipal, constituída por nove vereadores. Dentre suas atribuições está a elaboração de leis fundamentais à administração e ao executivo, especialmente o orçamento municipal e o plano plurianual. Os vereadores são eleitos junto com o prefeito e seu vice para mandatos de quatro anos. Tanto o executivo quanto o legislativo são poderes independentes e harmônicos entre si.
Atuando de forma independente dos poderes, existem alguns conselhos municipais em atividade: Acompanhamento e Controle Social do FUNDEB, Alimentação Escolar, Assistência Social, Desenvolvimento Rural, Direitos da Criança e do Adolescente, Educação, Habitação, Meio Ambiente, Saúde e Tutelar. Baía Formosa é termo judiciário da comarca de Canguaretama, de entrância intermediária, e pertence à 11ª zona eleitoral do Rio Grande do Norte, possuindo 7 154 eleitores registrados (0,304% do eleitorado estadual) em dezembro de 2020, de acordo com o Tribunal Superior Eleitoral (TSE).

## Cultura e lazer

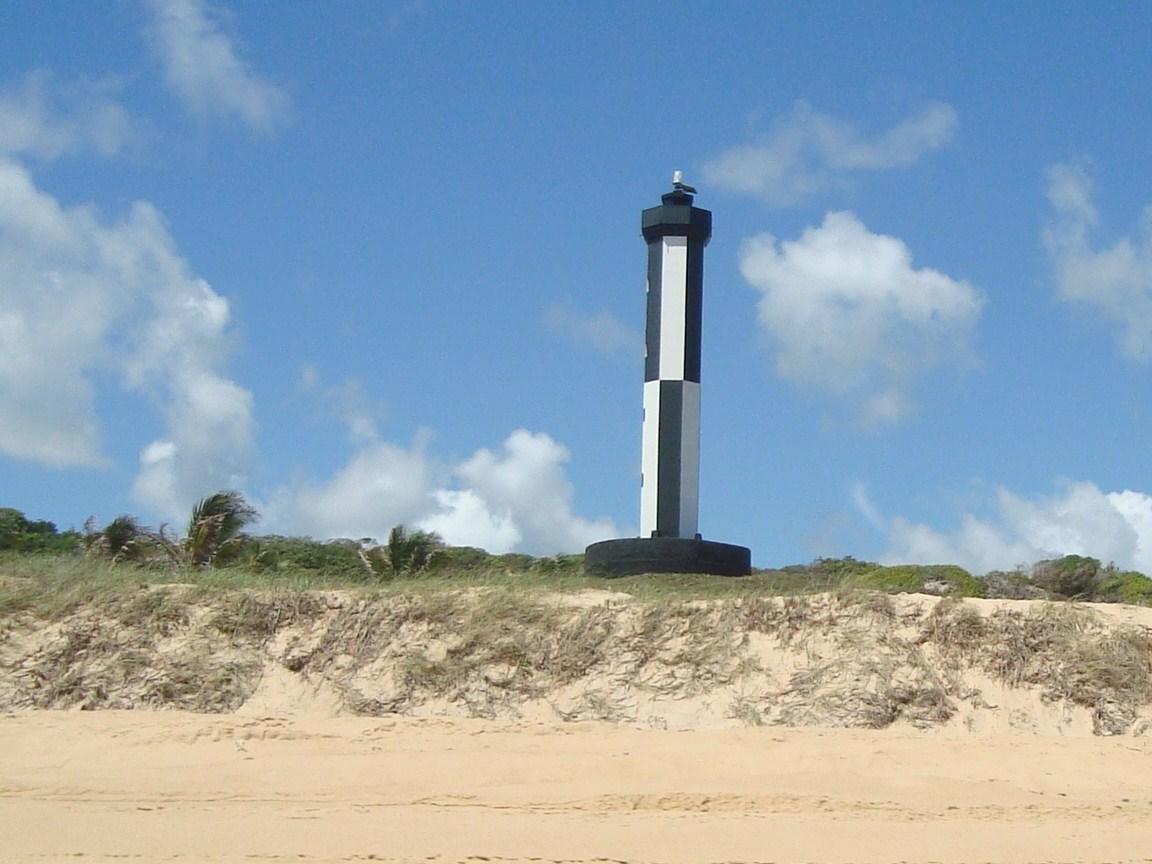
Farol Bacopari, na Praia do Farol

Em todo seu território, Baía Formosa conta com diversos pontos turísticos, como as lagoas Araraquara (Lagoa da Coca Cola), Junco, d'Água e a Praia do Sagi. Entre os atrativos culturais, destacam-se a Festa de São Pedro (realizada em 29 de junho em comemoração a este santo), a Festa de Nossa Senhora da Conceição (realizada em 8 de dezembro) e data de emancipação política, comemorada em 21 de dezembro, data em que o município foi emancipado de Canguaretama, em 1958. Por lei, as duas últimas datas são feriados municipais.
Também se destacam o Carnaval (realizado em data móvel, antes do início da Quaresma), as festas juninas (que contam com a apresentação de várias quadrilhas, com danças folclóricas, além da apresentação de objetos artesanais), a festa da padroeira de Sagi (comemorada no último sábado do mês de outubro) e o tradicional "Reveillon", que comemora o Ano-Novo, ou seja, a passagem de ano.
Na tradição esportiva do município, destaca-se a prática do surfe, sendo a terra natal de Ítalo Ferreira, campeão mundial em World Surf League de 2019 e o primeiro campeão olímpico de surfe nos Jogos Olímpicos de Tóquio.